# Liste der Monuments historiques in Lampaul-Guimiliau
Die Liste der Monuments historiques in Lampaul-Guimiliau führt die Monuments historiques in der französischen Gemeinde Lampaul-Guimiliau auf.

## Liste der Bauwerke
| Bezeichnung                                                         | Beschreibung | Standort                 | Kennzeichnung | Schutzstatus | Datum | Bild           |
| ------------------------------------------------------------------- | ------------ | ------------------------ | ------------- | ------------ | ----- | -------------- |
| Kirche Notre-Dame mit Taufbecken, Triumphbogen und Friedhofskapelle |              | Place de l’Église (Lage) | PA00090020    | Classé       | 1910  | weitere Bilder |

## Liste der Objekte
- Monuments historiques (Objekte) in Lampaul-Guimiliau in der Base Palissy des französischen Kultusministeriums